# Franciscus Carree
Franciscus Carree of Frans Carré (ca. 1630 - 1669) was een kunstenaar uit de Nederlandse Gouden Eeuw, bekend als kunstschilder en tekenaar.

## Biografie
Frans werd ca 1630 geboren in Friesland of Antwerpen. Aanvankelijk was hij door zijn vader voorbestemd Jezuïet te worden. In 1649 vertrok hij naar Den Haag om te trouwen met Janneke Padtbrugge. Een andere bron vermeld Geertruyt Buys als echtgenote. Het echtpaar krijgt twee zoons, Hendrik en Michiel . Hij wordt in Den Haag lid van het Gilde. In 1657 verblijft hij kortdurend in Stockholm. Tussen 1658 en 1661 woonde hij in Amsterdam waar hij een herberg had. Nadat hij failliet ging keerde hij terug naar Den Haag. In 1664 werkte hij als hofschilder voor Willem Frederik en diens zoon stadhouder Hendrik Casimir. Hij maakte een ets van de lijkstatie en katafalk van de stadhouder in november 1664. Hij overleed in 1669 in Amsterdam, Den Haag of Leeuwarden.

## Kunst
Frans werd vooral bekend vanwege zijn landschappen en voorstellingen van dorpsfeesten (boerengezelschappen).

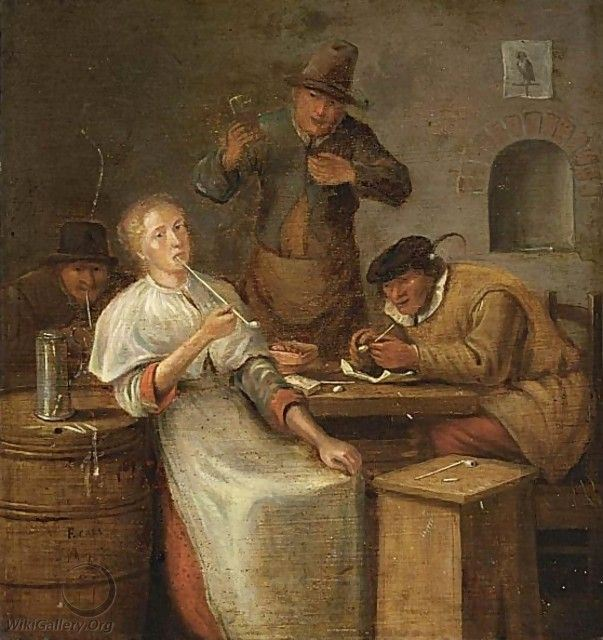
Drinkende en rokende boeren

- Biografisch Portaal: 12377134
- Gemeinsame Normdatei: 139051570
- RKD-Nederlands Instituut voor Kunstgeschiedenis: 15574
- Union List of Artist Names: 500025056
- Virtual International Authority File: 95836026